# NGC 2925
NGC 2925 je otvoreni skup u zviježđu Jedru.

## Vanjske poveznice
- SEDS: NGC 2925